# Air Canada Express
Air Canada Express è una compagnia aerea regionale canadese con sede a Montréal, mentre i suoi hub principali sono l'Aeroporto Internazionale di Montréal-Pierre Elliott Trudeau e l'Aeroporto Internazionale di Toronto-Pearson.

## Storia
Il 26 aprile 2011 Air Canada ha deciso di ritirare il marchio Air Canada Jazz per convertirlo in Air Canada Express, con l'obiettivo di unire più vettori regionali in un unico marchio. Inizialmente i voli operati dalle città più piccole verso gli aeroporti hub di Air Canada avevano la livrea di Air Canada Jazz o di Air Canada Alliance. A partire dal 31 gennaio 2020, Air Georgian non ha effettuato più operazioni di volo sotto il marchio Air Canada Express; di conseguenza, tali servizi sono stati trasferiti nuovamente a Jazz.

## Flotta

### Flotta attuale

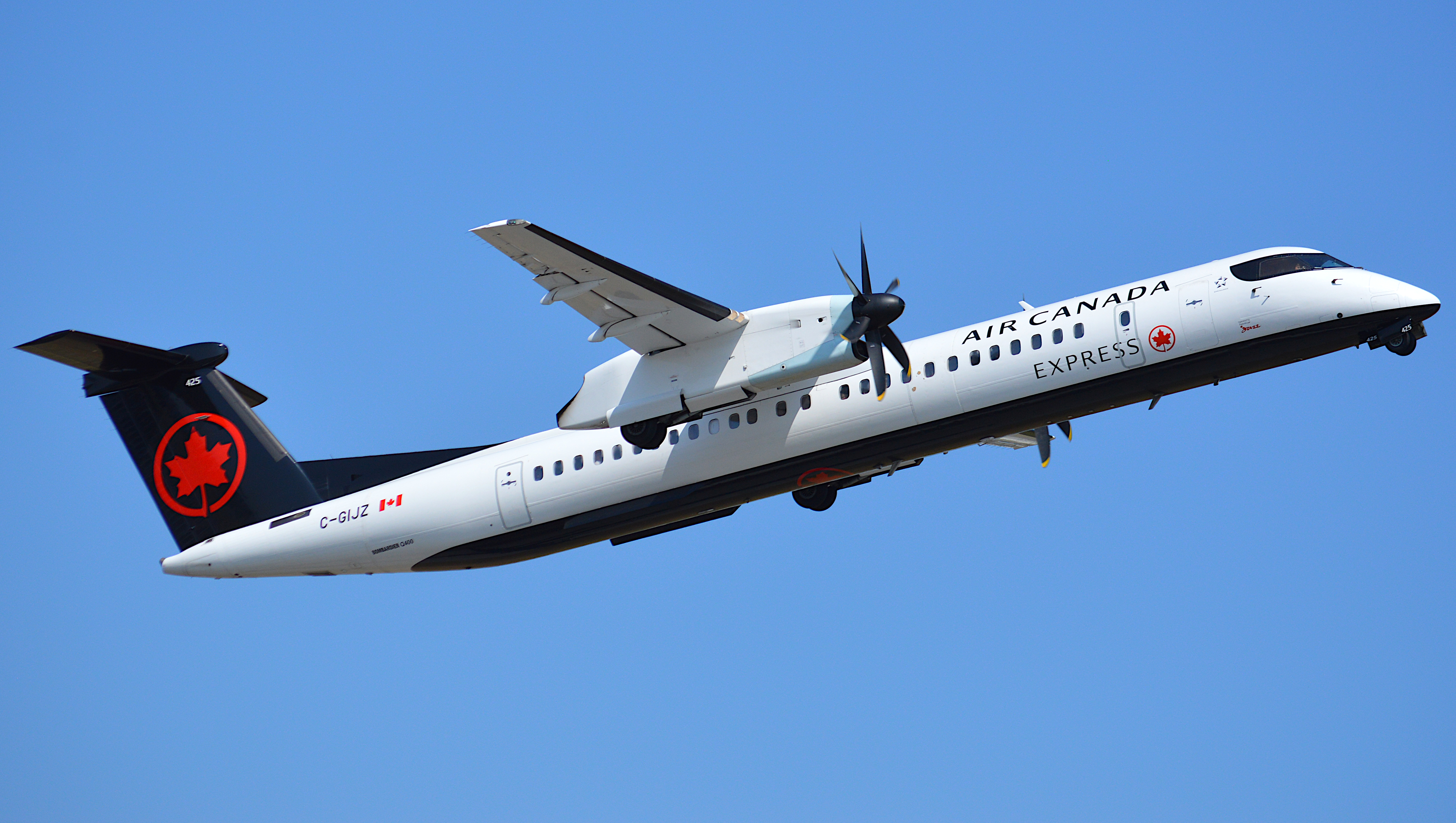
Un Bombardier Q400.

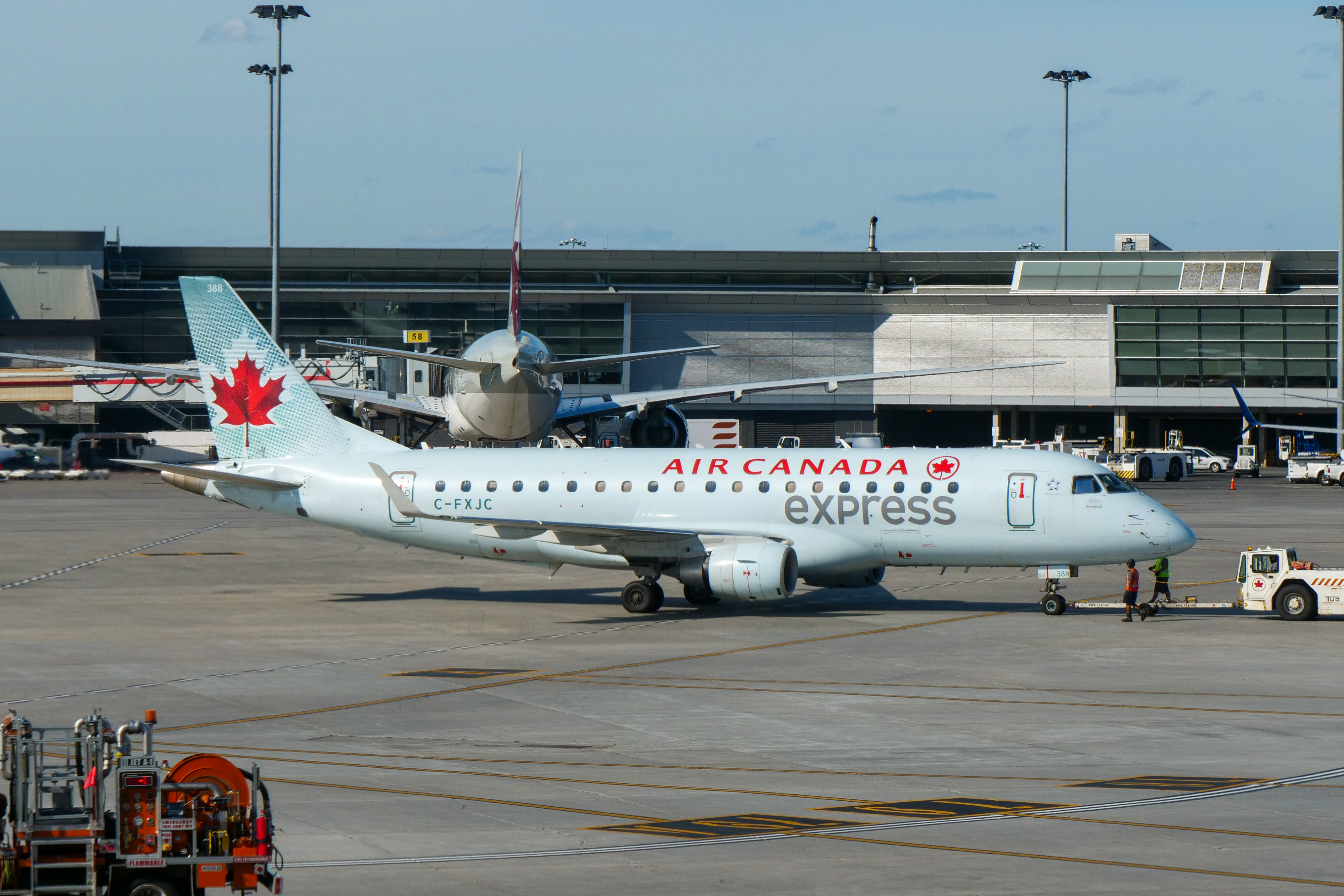
Un Embraer E175 nella precedente livrea.

Ad ottobre 2024 la flotta di Air Canada Express risulta composta dai seguenti aerei:

### Flotta storica

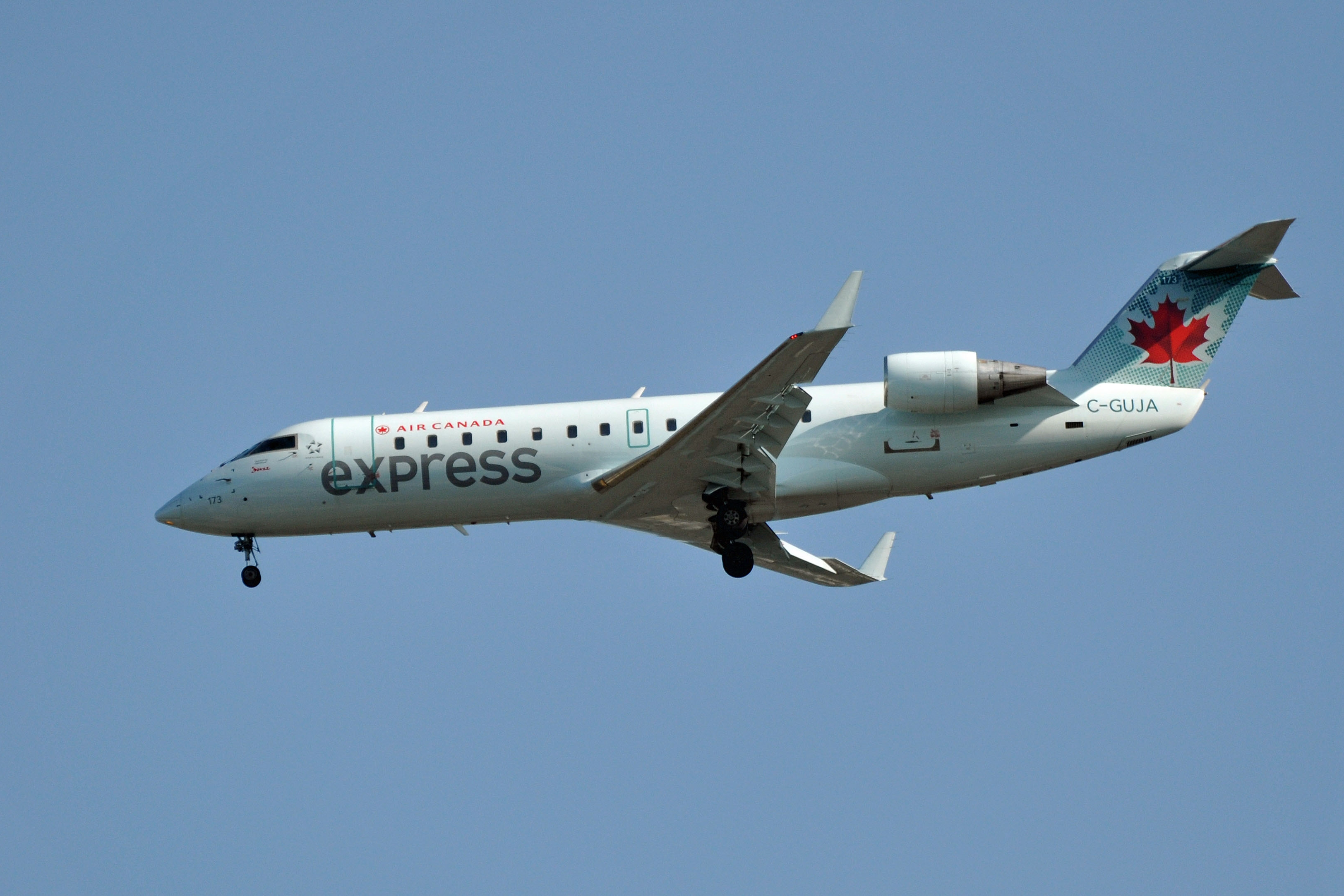
Un Bombardier CRJ-200.

Nel corso degli anni, Air Canada Express ha operato con i seguenti aeromobili: